# Раи (фудбалер)
Раимундо Соуза Виеира де Оливијера (порт. Raimundo Souza Vieira de Oliveira; 15. мај 1965), познатији као Раи, бивши је бразилски фудбалер. Млађи је брат чувеног фудбалера Сократеса. Током каријере играо је за Сао Пауло, Ботафого и Пари Сен Жермен. Године 1992. проглашен за најбољег Јужноамеричког фудбалера. У дресу Сао Паула је освојио титулу првака Интерконтиненталног купа 1992. године, био је играч утакмице и постигао је оба гола за свој тим.
За репрезентацију Бразила дебитовао је 1987. године. Са репрезентацијом Бразила наступао је на Светском првенству 1994. године и освојио титулу првака света. За национални тим одиграо је 49 утакмица и постигао 17 голова.

## Статистика
| Бразил | Бразил | Бразил |
| Год.   | Ута.   | Гол.   |
| ------ | ------ | ------ |
| 1987   | 11     | 3      |
| 1988   | 0      | 0      |
| 1989   | 0      | 0      |
| 1990   | 0      | 0      |
| 1991   | 5      | 3      |
| 1992   | 7      | 6      |
| 1993   | 16     | 2      |
| 1994   | 9      | 3      |
| 1995   | 0      | 0      |
| 1996   | 0      | 0      |
| 1997   | 0      | 0      |
| 1998   | 1      | 0      |
| Укупно | 49     | 17     |